# Untold Story
Untold Story – drugi niezależny album amerykańskiego rapera Game’a. Został wydany w 2004 roku dla Get Low Recordz. Album uzyskał niespodziewany sukces, uplasował się na 146. miejscu Billboard 200, 29. na Top R&B/Hip-Hop Albums, 27. pozycji na Billboard Independent Albums i 6. na Top Heatseekers

## Lista utworów
1. „Intro” (featuring JT the Bigga Figga) – 1:03
2. „Neigborhood Supa Starz” (featuring JT the Bigga Figga) – 3:52
3. „When Shit Get Thick” (featuring Sean T, JT the Bigga Figga) – 3:15
4. „I'm Looking” (featuring Blue Chip) – 3:27
5. „Real Gangstaz” – 4:00
6. „Drama Is Real” (featuring San Quinn) – 3:38
7. „Compton 2 Fillmoe” (featuring JT the Bigga Figga) – 3:52
8. „El Presidente” (featuring Telly Mac) – 4:02
9. „G.A.M.E.” (featuring Young Noble) – 3:27
10. „Cali Boyz” – 1:49
11. „Who the Illest” (featuring Sean T) – 4:10
12. „Bleek Is...” – 3:46
13. „Street Kings” (featuring Get Low Playaz) – 4:55
14. „Don't Cry” (featuring Blue Chip) – 3:39
15. „Exclusively” (featuring Get Low Playaz, Young Noble) – 4:28
16. „Compton Compton” – 3:38
17. „Outro” (featuring JT the Bigga Figga) – 1:06